# Pachycerosia bipunctulata
Pachycerosia bipunctulata är en fjärilsart som beskrevs av Van Eecke 1927. Pachycerosia bipunctulata ingår i släktet Pachycerosia och familjen björnspinnare. Inga underarter finns listade i Catalogue of Life.